# Сівач (журнал)
«Сівач» — місячник, присвячений проповідництву й катехизису, тобто гомілетично-катехитичний часопис, який виходив у Львові між роками 1936—1939.
Цільовою аудиторією видання були греко-католицькі священники, передусім молоді, яким не вистачало досвіду для підготовки проповідей.
Редагував, видавав та за редакцію відповідав о. Петро Дзедзик при співучасті священників Г. Кубая, Омеляна Ґорчинського, Володимира Рабія, Василя Попадюка, І. Миронюка, Михайла Мосори. Друкувався у графічному заведенні «Вікторія» за дозволом греко-католицького Митрополичого Ординаріяту у Львові.